# Quango
Quango (organización no gubernamental cuasi autónoma) es una organización a la que un gobierno ha transferido el poder, pero que todavía está parcialmente controlada y/o financiada por organismos gubernamentales. El acrónimo se deriva de la abreviatura de "cuasi ONG", donde ONG es la abreviatura de una organización no gubernamental.
Como sugiere su nombre original, un quango es una forma híbrida de organización, con elementos tanto de ONG como de organismos del sector público. Aunque originario de los Estados Unidos,  el término se usa principalmente en el Reino Unido y, en menor grado, en otros países de la anglosfera central y media.
En el Reino Unido, el término quango abarca diferentes organismos gubernamentales "independientes", incluidos" organismos públicos no departamentales " (NDPB, por sus siglas en inglés), departamentos gubernamentales no ministeriales y agencias ejecutivas.

## Uso

### Canadá
En Canadá, los quangos se conocen como 'Corporaciones de la Corona' o simplemente 'Cuerpos de la Corona'. A mayo de 2021, había 45 Cuerpos de la Corona propiedad del gobierno federal canadiense, sin embargo, muchos más son propiedad de cada uno de los gobiernos provinciales. En particular, proveedores de electricidad como Saskatchewan Power Corporation, también conocida como SaskPower, propiedad de la provincia de Saskatchewan, y Manitoba Hydro-Electric Board, también conocida como Manitoba Hydro, propiedad de la provincia de Manitoba.

#### Saskatchewan
Saskatchewan se destaca por la ubicuidad del cuerpo de la corona provincial, la mayoría con el prefijo Sask, seguido del servicio primario. El Cuerpo de la Corona de Saskatchewan más grande tiene su propio ministro de Saskatchewan y todo el cuerpo de la Corona de Saskatchewan es propiedad de Crown Investment Corporation of Saskatchewan, que a su vez es propiedad del gobierno provincial. Algunos de los Cuerpos de la Corona de Saskatchewan más notables son los siguientes:
- SaskTel (Saskatchewan Telecommunications Holding Corporation) que proporciona telecomunicaciones. Destaca por ser el último proveedor de telefonía existente propiedad del gobierno que queda en Canadá.
- SaskPower (Saskatchewan Power Corporation) suministrando electricidad.
- SaskEnergy (SaskEnergy Incorporated) suministrando gas natural.
- SaskWater (Saskatchewan Water Corporation) que proporciona servicios de agua potable y alcantarillado a ciertas comunidades.

### Irlanda
En 2006, había 832 quangos en la República de Irlanda, 482 a nivel nacional y 350 a nivel local – con un total de 5.784 nombramientos individuales y un presupuesto anual combinado de €13 mil millones.
El partido mayoritario irlandés, Fine Gael, había prometido eliminar a 145 quangos si eran el partido gobernante en las elecciones de 2016. Desde que llegaron al poder, han reducido el número total de quangos en 17. Esta reducción también incluyó agencias que el gobierno anterior ya había planeado eliminar.

### Nueva Zelanda
En Nueva Zelanda, los quangos se conocen como 'Entidades de la Corona', y el cambio ocurrió en la década de 1980 durante un período de neoliberalización del sector estatal. En 1996, se estimaba que había 310 quangos en Nueva Zelanda y 2690 Juntas Directivas escolares adicionales (similar al modelo estadounidense de juntas de educación). Otros quangos de 1996 incluyen:"...63 Empresas de Salud de la Corona, 39 instituciones de educación terciaria, 21 juntas de desarrollo empresarial y 9 Institutos de Investigación de la Corona. Pero también había 71 entidades de una sola corona con servicios que iban desde regulatorios (p. ej. Junta de Revisión de Normas de Contabilidad, Panel de Adquisiciones) a cuasijudiciales (por ejemplo, Autoridad de Quejas Policiales, Conciliador de Relaciones Raciales), a las artes (por ejemplo, Orquesta Sinfónica de Nueva Zelanda, Comisión Cinematográfica de Nueva Zelanda), al bienestar social (por ejemplo, Corporación de Vivienda de Nueva Zelanda) y a empresas importantes (por ejemplo, Auckland International Airport Ltd)."
Para 2003, el número de quangos había aumentado a un estimado de 400 (excluyendo la Junta Directiva), con más de 3.000 personas en las juntas de gobierno que fueron nombradas por sucesivos gobiernos. Este nombramiento de personas en las juntas de gobierno ha sido ampliamente criticado por los partidos políticos y comentaristas políticos como una forma de amiguismo.
En 2010, había 2.607 entidades de la corona (incluida la Junta Directiva) con un gasto anual de 32.000 millones de dólares en 2009/2010.

### Reino Unido
A pesar del "compromiso" de 1979 del Partido Conservador de frenar el crecimiento de organismos no departamentales, su número creció rápidamente durante el tiempo que ese partido estuvo en el poder durante la década de 1980. Un ejemplo del Reino Unido es la Comisión Forestal, que es un departamento gubernamental no ministerial responsable de la silvicultura en Inglaterra.
El informe de 2009 de la Oficina del Gabinete sobre organismos públicos no departamentales encontró que había 766 NDPB patrocinados por el gobierno del Reino Unido. El número había ido disminuyendo: había 827 en 2007 y 790 en 2008. El número de NDPB había disminuido en más del 10% desde 1997. La dotación de personal y los gastos de las oficinas nacionales de presupuesto habían aumentado. Emplearon a 111.000 personas en 2009 y gastaron £46.5 mil millones, de los cuales £38.4 mil millones fueron financiados directamente por el gobierno.

### Estados Unidos
El uso del término quango es menos común en los Estados Unidos, aunque muchos organismos estadounidenses, incluidas las empresas patrocinadas por el gobierno, operan de la misma manera. Paul Krugman ha declarado que la Reserva Federal de los Estados Unidos es, efectivamente, " lo que los británicos llaman un quango... Su compleja estructura divide el poder entre el gobierno federal y los bancos privados que son sus miembros y, de hecho, otorga una autonomía sustancial a una junta directiva de personas designadas a largo plazo."
Otras organizaciones con sede en los EE. UU. que se ajustan a la definición original de quangos incluyen el Centro Nacional para Niños Desaparecidos y Explotados (NCMEC), el Fondo Nacional para la Democracia, la Asociación Hipotecaria Nacional Federal (Fannie Mae) y la Corporación Hipotecaria Federal de Préstamos Hipotecarios (Freddie Mac).
Según la definición más amplia que se usa ahora en el Reino Unido, hay cientos de agencias federales que podrían clasificarse como quangos.

### Indonesia
El Consejo de Ulemas de Indonesia se considera un quango por su condición de organización pública independiente, similar a una organización de masas, pero apoyada y financiada por el Estado, manteniendo su condición de organización independiente fuera del sistema organizativo estatal de Indonesia en el otro lado. Como quango, MUI está facultado para emitir edictos religiosos (fatwas) comparables a las leyes estatales que son vinculantes para la población musulmana de Indonesia y pueden ejercer influencia sobre las políticas estatales, la política y la economía debido a su estatus y prestigio.

## Historia
El término "organización cuasi no gubernamental" fue creado en 1967 por Alan Pifer, de la Fundación Carnegie, con sede en Estados Unidos, en un ensayo sobre la independencia y responsabilidad de los organismos financiados con fondos públicos incorporados al sector privado. Este ensayo llamó la atención de David Howell, un diputado conservador en Gran Bretaña, quien luego organizó un proyecto angloamericano con Pifer, para examinar los pros y los contras de tales empresas. El largo término fue acortado al acrónimo QUANGO (más tarde quango en minúsculas) por un participante británico en el proyecto conjunto, Anthony Barker, durante una de las conferencias sobre el tema.
Describe una organización aparentemente no gubernamental que desempeña funciones gubernamentales, a menudo recibiendo fondos u otro apoyo del gobierno.  Por el contrario, las ONG tradicionales obtienen principalmente sus donaciones o fondos del público y otras organizaciones que apoyan su causa.
Una característica esencial de un quango en la definición original era que no debería ser una parte formal de la estructura estatal. Luego, el término se extendió para aplicarse a una variedad de organizaciones, como las agencias ejecutivas que brindan (desde 1988) servicios de salud, educación y otros. Particularmente en el Reino Unido, esto ocurrió en un ambiente polémico en el que se alegaba que la proliferación de tales cuerpos era indeseable y debería revertirse. En este contexto, el acrónimo original a menudo fue reemplazado por un acrónimo escrito como "organización gubernamental nacional cuasi autónoma, y a menudo traducido como 'qango'. Esto generó el acrónimo relacionado qualgo, una 'organización gubernamental local cuasi autónoma'.
El término menos polémico organismo público no departamental (NDPB, por sus siglas en inglés) a menudo se emplea para identificar numerosas organizaciones con responsabilidades gubernamentales delegadas. Los ejemplos en el Reino Unido incluyen aquellos involucrados en la regulación de varios sectores comerciales y de servicios, como la Autoridad Reguladora de los Servicios de Agua.

La definición del gobierno del Reino Unido en 1997 de un organismo público no departamental o quango fue:
Un organismo que tiene un papel en los procesos del gobierno nacional, pero que no es un departamento gubernamental ni forma parte de uno, y que, en consecuencia, opera en mayor o menor medida al margen de los ministros.

## Criticismo
El Times ha acusado a quangos de despilfarro y exceso burocrático. En 2005, Dan Lewis, autor de The Essential Guide to Quangos, afirmó que el Reino Unido tenía 529 quangos, muchos de los cuales eran inútiles y duplicaban el trabajo de otros.
El término ha generado el derivado quangócrata; la Alianza de Contribuyentes culpó a la mayoría de los "quangócratas" por no hacer declaraciones de actividad política.